# برآمدگی استوایی
برآمدگی استوایی (انگلیسی: Equatorial bulge) تفاوت بین قطر استوایی و قطر قطبی یک سیاره است که به دلیل نیروی گریز از مرکز ناشی از چرخش به دور محور سیاره است. یک جسم در حال چرخش به جای یک کره بودن، گرایش به تشکیل یک کره‌وار بودن دارد.

## در زمین
سیاره زمین دارای یک برآمدگی نسبتاً جزئی استوایی است. قطر استوایی آن حدود ۴۳ کیلومتر (۲۷ مایل) بزرگتر از قطر قطبی آن است، با اختلاف حدود ۱/۲۹۸ قطر استوایی. اگر زمین به یک کره با قطر استوایی ۱ متر (۳٫۳ فوت) کوچک شود، این تفاوت تنها ۳ میلی‌متر (۰٫۱۲ اینچ) خواهد بود. در حالی که برای مشاهده بصری بسیار کوچک است، این تفاوت هنوز بیش از دو برابر بزرگ‌ترین انحرافات سطح واقعی از بیضی است، از جمله بلندترین کوه‌ها و عمیق‌ترین گودال‌های اقیانوسی.
چرخش زمین همچنین بر سطح دریا تأثیر می‌گذارد، سطح خیالی که به عنوان چارچوب مرجع برای اندازه‌گیری ارتفاع از آن استفاده می‌شود. این سطح با میانگین سطح آب در اقیانوس‌ها منطبق است و با در نظر گرفتن پتانسیل گرانشی محلی و نیروی گریز از مرکز بر روی خشکی تعمیم داده می‌شود.
بنابراین اختلاف شعاع‌ها حدود ۲۱ کیلومتر (۱۳ مایل) است؛ بنابراین، ناظری که در سطح دریا در هر دو قطب ایستاده است، ۲۱ کیلومتر (۱۳ مایل) به مرکز زمین نزدیکتر از زمانی است که در سطح دریا در خط استوا بایستد.
در نتیجه، بالاترین نقطه روی زمین که از مرکز و بیرون اندازه‌گیری می‌شود، قله کوه چیمبورازو در اکوادور است تا قله اورست. اما از آنجایی که اقیانوس نیز مانند زمین و جو آن برآمده است، چیمبورازو به اندازه اورست بالاتر از سطح دریا نیست. به‌طور مشابه پایین‌ترین نقطه روی زمین که از مرکز و بیرون اندازه‌گیری می‌شود، عمق لیتکه در اقیانوس منجمد شمالی است تا اعماق چلنجر در اقیانوس آرام. اما از آنجایی که اقیانوس نیز مانند زمین و جو آن صاف می‌شود، لیتکه دیپ به اندازه چلنجر دیپ پایین‌تر از سطح دریا نیست.